# Ante Kuduz (slikar)
Ante Kuduz (Podosoje, 1935. – Zagreb, 2011.) hrvatski je slikar i grafičar.
Bavio se tradicionalnom i računalnom grafikom, serigrafijom te grafičkim oblikovanjem; opremanjem knjiga, časopisa i kataloga.

U njegovim najranijim radovima osjećaju se tragovi figuracije; poslije odbacuje predmetnu aluziju i gradi kvadratične ili kružne oblike oko naglašena središta kompozicije, pokrenute dinamičnim silama i ritmovima. U likovnom oblikovanju kreće se od izrazite polikromije do crno-bijelih odnosa i međusobne kombinacije grafičkih i kromatskih kontrasta.

Opus mu je podijeljen u pet ciklusa: Kadar (1965. – 1972.), Prostor (1972. – 1975.), Grad (1976. – 1981.), Krajolik (1981. – 1991.) te Graf (1992. – 2003.).

## Životopis
Ante Kuduz rođen je u Podosoju pokraj Vrlike. U Zagrebu 1956. godine završava Školu za primijenjenu umjetnost, 1961. Akademiju likovnih umjetnosti, te 1964. specijalku u klasi profesora Marijana Detonija. Na Akademiji radi od 1969. godine pa sve do umirovljenja 2006. godine. U razdoblju od 1981. do 1983. godine bio je dekan na Akademiji likovnih umjetnosti. Također je predavao i na Studiju dizajna u Zagrebu. Umire u Zagrebu u siječnju 2011. godine. Premija Hrvatske akademije znanosti i umjetnosti koju je dobio 2000. godine dolazi kao kruna na njegov bogati opus i mnoštvo izložbi, kako samostalnih, tako i grupnih, u Hrvatskoj i šire. Od početka 1960-ih, kada izlazi sa svojim radovima na javnu umjetničku scenu, započinje njegov crtački i grafički opus, koji paralelno prati moderne tekovine, ali i njegovo osobno sazrijevanje. Prvi put izlaže 1962. godine na 2. Zagrebačkoj izložbi jugoslavenske grafike. Njegovo stvaralaštvo podijeljeno je u pet grafičkih ciklusa, koje radi u različitim periodima, a svaki se u određenoj mjeri nastavlja na prethodni, kombinirajući pritom nove ideje i tehnike. Kuduz je tako razvijao svoje ideje kroz dugi niz godina, od crteža, preko grafike pa sve do povremenih izleta u trodimenzionalne objekte. Njegovih pet ciklusa redom su: Kadar (1965. – 1972.), Prostor (1972. – 1975.), Grad (1976. – 1981.), Krajolik (1981. – 1991.) te posljednji Graf (1992. – 2003.).

## Umjetničko stvaralaštvo

### Afirmacija i put do prvog Kadra
Bio je jedan od prvih studenata na Odsjeku za grafiku na ALU, a moguće time i potaknut na otkrivanje novog te na maksimalno korištenje svega onoga što grafika omogućuje. U svom je radu spojio tradiciju i novitete, pažljivo proučavao nove mogućnosti te ih polagano uvodio u svoja djela. Tako je bilo i s bojom i s plastičkom promišljenošću njegova Grada. Razdoblje između 1960. i 1965. godine u kojem se Kuduz afirmira kao umjetnik obilježeno je većim preokretima u umjetnosti u Hrvatskoj (Nove tendencije) i u svijetu. U toj su mladoj generaciji, osim Kuduza, i Nives Kavurić-Kurtović, Miroslav Šutej, Ljerka Šibenik, Virgilij Nevjestić. U njihovim djelima nailazimo na ideju „programatske otvorenosti“ o kojoj govori Umberto Eco u svojoj knjizi „Otvoreno djelo“, a kritičari govore o istraživanju nove vizualnosti koju vide u njihovim djelima. To je bilo istraživanje nemimetičke, apstraktne slike. 
Na izložbi Ante Kuduza u Beogradu 1965. godine već se uočava ponavljanje optičkih znakova „koji se kao budući nukleusi slike ritmički formiraju oko ekscentrično smještene jezgre likovnog polja“.  Kuduz do Kadra dolazi preko ciklusa od četrnaest crteža iz 1963. godine gdje pokušava iskristalizirati svoje zamisli i napraviti odgovarajući optički poredak unutar kadra slike koji će uz to odgovarati i određenim zakonitostima.
To zanimanje za kadar provlačit će se gotovo kroz sve njegove cikluse.

### Kadar (1965. – 1972.)
Kadrove Kuduz prvi put izlaže u Galeriji Studentskog centra 1967. godine. 
Određene zakonitosti, ponavljanja i optički efekti uočeni su i prepoznati kao novi, maštoviti, ali i spremni na daljnju razradu. Time postavlja temelje vlastite umjetnosti, a nedugo zatim nastavlja s nadgradnjom. Počevši s crtežima i kolažima, prebacuje se u grafiku gdje je vidljiv efekt kolaža, a promatrane u cijelosti grafike ostavljaju dojam iznimne teksture na zapravo glatkom otisku. U njegovim grafikama isprepletene su i slikarske odlike. Nedostatak znanstvenosti možda je glavni razlog njegove odsutnosti na izložbama Novih tendencija, kako navodi Želimir Koščević.    
Svoj daljnji razvoj nastavlja u serigrafiji, a prve Kadrove u toj tehnici izvodi tijekom 1966. godine u Studiju Brane Horvata u Zagrebu. Iskorištava tehničke mogućnosti serigrafije te radi kvalitetnije otiske s gustim namazima boje. U početku zadovoljan pojačanim efektima crno-bijelog odnosa na otisku, odlučuje obogatiti i proširiti svoj izraz kompleksnijom kompozicijom i uvođenjem boje. Čistoća serigrafskih boja otvorila je put k novim eksperimentima i znatno promijenila njegov kadar. Ali crtež je i dalje u osnovi njegovih djela. Kadrovi iz zadnjih godina tog ciklusa postaju pokretljiviji ne samo zbog gustih i jarkih boja nego i zbog ritma oblika koji se preklapaju, izlaze i šire iz zadanog kadra.

### Prostor (1972. – 1975.)
Ciklus nastaje između 1971. i 1972. godine, nakon oslobađanja kadra, tj. njegova daljnjeg razvijanja. S njim se Kuduz sve više odmiče od čiste plošnosti. Živost boja koje imaju Kadrovi iz posljednjih godina jasno je vidljiva i ovdje. No, linije, njihov raspored i odnosi su nešto drugačiji. Taj prostor dolazi u centar obično iz nekog kuta, naglašeno je dijagonalno kretanje. To kretanje linija kasnije će prijeći u kompleksniji oblik, čak u trodimenzionalne oblike. Serija ovih crteža i grafika izložena je u prostorima Galerije Forum 1973. godine.

### Grad (1976. – 1981.)
Ideja se rodila iz Prostora, ali i onog pravog prostora. Tu se kao primjer navodi crtež Motovun (1975.), gdje grafički razlaže ideju prostora, tj. izgled tog grada. Razlaže okolinu u dijelove, a efekt pojačava bojom, sada u manjoj količini nego prije. Početkom 1978. godine ciklus je prikazan u Galeriji Forum. U narednom se periodu taj grad, primjećuje Koščević, sve više zatvara u sebe, urbana kocka postaje sve zagonetnija.  Radi sve složenije strukture, isprepliće linije, ranije oblike i sažimlje ih u vrlo neobičnu cjelinu. Zadnja etapa ovog ciklusa je izlazak u prostor. Između 1980. i 1981. godine radi makete koje pokazuju mogućnosti dugo čuvane u dvodimenzionalnom obliku. Kuduz ugrađuje i ludičku komponentu u svoje ideje. Iako nerealizirane, pokazuju domišljatost kada je u pitanju plastički volumen.

### Krajolik (1981. – 1991.)
Stilske značajke s početka ovog ciklusa povezive su s onima iz Grada, no ubrzo Krajolik dobiva vlastiti jezik koji se povezuje s promjenama u umjetničkim tendencijama tog vremena vidljivim i kod Đure Sedera, Zlatka Price, Ede Murtića.  Krajolik je možda najintimniji ciklus Ante Kuduza. Polja s gustim rasterom linija podsjećaju na oranice. I ovdje ubacuje plošne, crne dijelove koji dinamiziraju kompoziciju tako što prekidaju kontinuitet gustih rastera. Iako se ovaj ciklus može promatrati kao zaokret, i dalje sadrži karakteristike Kuduzova stvaralaštva vidljive od Kadra pa nadalje: guste linije, plošne monokromne dijelove unutar kompozicije.

### Graf (1992. – 2003.)
S ovim ciklusom zaključen je grafički rad Ante Kuduza. Djela iz prve polovice ciklusa razlikuju se od onih nakon 1999. godine kada dolazi do promjena unutar ciklusa, ali i tehnike. Naime, Kuduz upliće digitalni tisak u svoje radove. Opet vraća boju - u vidu traka digitalnog tiska - u crno-bijelu kompoziciju: „Sinteza, superponiranje, fragmentiranje negacija i korelacija elemenata vrtloži se na ovim grafikama“. 
Kuduzov umjetnički opus mogli bi okarakterizirati kao evoluciju jedne ideje. On ne radi snažne preokrete. Od prvog kadra do posljednjeg svog grafa velika je vremenska i stilska razlika. Kuduz u cjelini ipak ostaje dosljedan sebi i njegova stilska potka jednaka je u gotovo svim djelima. U svakom ciklusu uvodi barem jedan neočekivani element koji nakon toga postaje sastavni dio njegovog izričaja.

## Vanjske poveznice
- U spomen grafičaru Anti Kuduzu (1935.-2011.), Večernji list, 25. siječnja 2011.
- Galerija radova Ante Kuduza na stranicama MSU-a
- Izložba Ante Kuduza "Razgovor", Muzej suvremene umjetnosti Istre, Pula, lipanj 2011.  Arhivirana inačica izvorne stranice od 25. rujna 2014. (Wayback Machine)
- Šimat Banov, Ivo. Šetajući gradom: Trijeznost sna Ante Kuduza - Uz monografiju Ante Kuduza, Vijenac, Broj 171, 07. rujna 2000.[neaktivna poveznica]
- Poštanska marka broj 837, ANTE KUDUZ, PROSTOR – B, 1972. (svilotisak u boji, 800 mm X 600 mm), privatno vlasništvo, izdana 01. prosinca 2011.